# Beulah Bondi
Beulah Bondi (Chicago, 1889. május 3. – Los Angeles, 1981. január 11.) Primetime Emmy-díjas amerikai színésznő. Gyakran játszott édesanyát, nagymamát és idősebb hölgyeket egész pályafutása során. 
Leghíresebb filmjei a Make Way for Tomorrow (1937), a Becsületből elégtelen (1939) és Az élet csodaszép (1946). 

## Élete és pályafutása
Beulah Bondy néven született Chicagóban Eva és Adolphe Bondy lányaként.{{sfn| Családjával később Valparaisóba költözött. Bondi hétévesen kezdte színpadi színészi karrierjét, amikor a Memorial Operaházban játszotta a Kis Lord Fauntleroy című darab címszerepét. Bondi a Hyde Park Középiskolába, majd a Frances Shimer Akadémiára járt, ahol 1907-ben leérettségizett. A Valparaisói Egyetemen 1916-ban alapképzést, 1918-ban mesterdiplomát szerzett szónoklásból.
1925-ben lépett fel először a Broadwayn a One in the Family című sikeres komédiában, ahol egy hetvenéves nőt alakított. Tehetséges és megbízható színésznőként szerzett magának nevet, és egy sor darabban szerepelt, köztük az 1927-es Saturday's Children című, a házaséletről szóló, 326 előadáson át futó komédiában. Az 1929-ben Elmer Rice Street Scene című darabjában nyújtott alakítása szintén nagy sikert aratott, 601 előadást ért meg, és örökre megváltoztatta Bondi életét. 1931-ben King Vidor rendezésében felkérték a színésznőt, hogy ismételje meg szerepét a Street Scene filmes változatában, ahol Sylvia Sidney játszotta a főszerepet. Bondi színpadon képzett hangja tökéletesen illett a még új műfajnak számító hangosfilmekhez, és Bondi karrierje hátralévő részében rendszeresen szerepelt a filmvásznon.
Pályafutása során több mint hatvan filmet forgatott, gyakran anyaszerepekben vagy idősebb nőket alakítva, még akkor is, amikor ő maga jóval fiatalabb volt. Ő volt az első öt nő egyike, akit 1936-ban Oscar-díjra jelöltek a legjobb női mellékszereplő új kategóriájában a 9. Oscar-gálán. Egyszer jelölték a The Gorgeous Hussy című filmért, amit végül Gale Sondergaard nyert az Anthony Adverse-ben, egyszer pedig 1938-ban az Of Human Hearts című produkcióért, ahol pedig Fay Bainter győzött a Jezabel című filmért.
Legjelentősebb alakításának a Make Way for Tomorrow című 1937-es filmet tulajdonítják, amiben egy elhagyott anyát formált meg. Emlékezetessé azonban két Capra-film tette, ahol mindkettőben James Stewart édesanyját alakította: az 1939-es Becsületből elégtelen és az 1946-os Az élet csodaszép című karácsonyi film.
Bondi karrierje kései szakaszában tévésorozatokban szerepelt, 1977-ben pedig Primetime Emmy-díjat nyert a The Waltons-ban való vendégszerepléséért. Utolsó szerepe a Lincoln című sorozatban volt 1976-ban.

### Magánélete
Bondi sosem ment férjhez, 1981. január 11-én halt meg a kaliforniai Woodland Hillsben tüdőszövődményekben 91 évesen.

## Filmográfia

### Film
| Év   | Cím                                                                        | Szerep                    | Magyar hangja                                                |
| ---- | -------------------------------------------------------------------------- | ------------------------- | ------------------------------------------------------------ |
| 1931 | Street Scene                                                               | Emma Jones                |                                                              |
| 1931 | Arrowsmith                                                                 | Mrs Tozer                 | (nincs a stáblistán)                                         |
| 1932 | Rain                                                                       | Mrs Davidson              |                                                              |
| 1933 | The Stranger's Return                                                      | Beatrice Storr            |                                                              |
| 1933 | The Late Christopher Bean                                                  | Mrs Hannah Haggett        |                                                              |
| 1934 | Two Alone                                                                  | Mrs Slag                  |                                                              |
| 1934 | Registered Nurse                                                           | McKenna                   |                                                              |
| 1934 | Finishing School                                                           | Ms Van Alstyne            |                                                              |
| 1934 | Ready for Love                                                             | Mrs Burke                 |                                                              |
| 1934 | The Painted Veil                                                           | Frau Körber               | (törölt jelenet)                                             |
| 1935 | The Good Fairy                                                             | Dr Schultz                |                                                              |
| 1935 | Bad Boy                                                                    | Mrs Larkin                |                                                              |
| 1936 | The Invisible Ray                                                          | Lady Arabella Stevens     |                                                              |
| 1936 | The Trail of the Lonesome Pine                                             | Melissa Tolliver          |                                                              |
| 1936 | The Moon's Our Home                                                        | Mrs Boyce Medford         |                                                              |
| 1936 | The Case Against Mrs Ames                                                  | Mrs Livingston Ames       |                                                              |
| 1936 | Hearts Divided                                                             | Madame Letizia            |                                                              |
| 1936 | The Gorgeous Hussy                                                         | Rachel Jackson            |                                                              |
| 1937 | Maid of Salem                                                              | Abigail, a feleség        |                                                              |
| 1937 | Make Way for Tomorrow                                                      | Lucy Cooper               |                                                              |
| 1938 | The Buccaneer                                                              | Charlotte néni            |                                                              |
| 1938 | Of Human Hearts                                                            | Mary Wilkins              |                                                              |
| 1938 | Vivacious Lady                                                             | Martha Morgan             |                                                              |
| 1938 | Leányvágyak (The Sisters)                                                  | Rose Elliott              | n.a                                                          |
| 1939 | On Borrowed Time                                                           | Nellie, a nagyi           |                                                              |
| 1939 | The Under-Pup                                                              | Ms Thornton               |                                                              |
| 1939 | Becsületből elégtelen (Mr Smith Goes to Washington)                        | Mrs Smith                 | 1. szinkron: Faragó Vera 2. szinkron: Békés Rita             |
| 1940 | Remember the Night                                                         | Mrs Sargent               |                                                              |
| 1940 | A mi kis városunk (Our Town)                                               | Mrs Webb                  | Békés Rita                                                   |
| 1940 | The Captain Is a Lady                                                      | Angie Peabody             |                                                              |
| 1941 | Emlékek szerenádja (Penny Serenade)                                        | Ms Oliver                 | Bókai Mária                                                  |
| 1941 | The Shepherd of the Hills                                                  | Mollie Matthews néni      |                                                              |
| 1941 | One Foot in Heaven                                                         | Mrs Lydia Sandow          |                                                              |
| 1943 | Tonight We Raid Calais                                                     | Madame Bonnard            |                                                              |
| 1943 | Watch on the Rhine                                                         | Anise                     |                                                              |
| 1944 | She's a Soldier Too                                                        | Agatha Kittredge          |                                                              |
| 1944 | I Love a Soldier                                                           | Etta Lane                 |                                                              |
| 1944 | Our Hearts Were Young and Gay                                              | Ms Horn                   |                                                              |
| 1944 | The Very Thought of You                                                    | Harriet Wheeler           |                                                              |
| 1944 | And Now Tomorrow                                                           | Em néni                   |                                                              |
| 1945 | Back to Bataan                                                             | Bertha Barnes             |                                                              |
| 1945 | A délvidéki (The Southerner)                                               | nagyi                     | Kassai Ilona                                                 |
| 1946 | The Mad Hatter                                                             | Mrs Annie Reed            |                                                              |
| 1946 | Sister Kenny                                                               | Mary Kenny                |                                                              |
| 1946 | Az élet csodaszép (It's a Wonderful Life)                                  | Mrs Bailey                | 1. szinkron: Czigány Judit 2. magyar szinkron: Gyimesi Pálma |
| 1947 | High Conquest                                                              | Clara Kingsley            |                                                              |
| 1948 | The Sainted Sisters                                                        | Hester Rivercomb          |                                                              |
| 1948 | The Snake Pit                                                              | Mrs Greer                 |                                                              |
| 1948 | So Dear to My Heart                                                        | Kincaid nagyi             |                                                              |
| 1949 | The Life of Riley                                                          | Ms Martha Bogle           |                                                              |
| 1949 | The Black Book                                                             | Blanchard nagymama        |                                                              |
| 1949 | House of Settlement                                                        | Clara Hangale             |                                                              |
| 1950 | The Baron of Arizona                                                       | Loma                      |                                                              |
| 1950 | The Furies                                                                 | Mrs Anaheim               |                                                              |
| 1952 | Lone Star                                                                  | Minniver Bryan            |                                                              |
| 1953 | Latin Lovers                                                               | elemző                    |                                                              |
| 1954 | Track of the Cat                                                           | Mrs Bridges               |                                                              |
| 1956 | Back from Eternity                                                         | Martha Spangler           |                                                              |
| 1957 | The Unholy Wife                                                            | Emma Hochen               |                                                              |
| 1957 | On Borrowed Time                                                           | Northrup mama             |                                                              |
| 1959 | The Big Fisherman                                                          | Hannah                    |                                                              |
| 1959 | A Sumer Place                                                              | Mrs Emily Hamilton Hamble |                                                              |
| 1961 | Tammy Tell Me True                                                         | Annie Rook Call           |                                                              |
| 1962 | Igaz mese a Grimm testvérekről (The Wonderful World of the Brothers Grimm) | cigányasszony             | Halász Aranka                                                |
| 1963 | Tammy and the Doctor                                                       | Annie Rook Call           |                                                              |
| 1972 | She Waits                                                                  | Mrs Medina                |                                                              |

### Televízió
| Év      | Cím                       | Szerep                          | Évad (S) és/vagy az epizód (E) száma |
| ------- | ------------------------- | ------------------------------- | ------------------------------------ |
| 1952    | The Doctor                | ?                               | S1E10                                |
| 1953    | Medallion Theatre         | ?                               | S2E08                                |
| 1955    | Alfred Hitchcock Presents | Mrs Sutton                      | S1E08                                |
| 1956    | Front Row Center          | Mrs Fitzpatrick                 | S2E01                                |
| 1956    | Goodyear Playhouse        | ?                               | S5E27                                |
| 1956–57 | Climax!                   | Caroline néni grófné Mrs Jordan | S2E18 S3E14 S4E10                    |
| 1957    | General Electric Theater  | Annie                           | S5E21                                |
| 1957    | Zane Grey Theatre         | Mrs Anderson                    | S1E26                                |
| 1960    | Playhouse 90              | Mrs Hulie                       | S4E12                                |
| 1960    | Play of the Week          | az anya                         | S1E29                                |
| 1960    | Harrigan and Son          | Tilly Cortland                  | S1E11                                |
| 1961    | Wagon Train               | Bates mama                      | S4E19                                |
| 1961    | The Best of the Post      | Ms Newton                       | S1E20                                |
| 1961    | Route 66                  | Agnes Brack                     | S2E13                                |
| 1962    | Alcoa Premiere            | Mrs Murrow                      | S2E09                                |
| 1963    | Perry Mason               | Sophia Stone                    | S7E01                                |
| 1971    | The Jimmy Stewart Show    | Mrs Howard                      | S1E07                                |
| 1974    | Dirty Sally               | Louisa Badger                   | S1E06                                |
| 1974–76 | The Waltons               | Martha Corinne                  | S3E01 és S5E11                       |
| 1976    | Lincoln                   | Sara Bush                       | S2E02                                |

## Szerepei a Broadwayn
| Év      | Cím                       | Szerep           | Színház |
| ------- | ------------------------- | ---------------- | --- |
| 1925–26 | One of the Family         | Maggie           | 49th Street Theatre (1925. december 22 – 1926. január 16.) Klaw Theatre (1926. január 20. – február 6.) Eltinge 42nd Street Theatre (február 8. – július 10.) |
| 1927    | Saturday's Children       | Mrs Gorlik       | Booth Theatre |
| 1927    | Mariners                  | Miss Pym         | Plymouth Theatre |
| 1928    | Cock Robin                | Maria Scott      | 48th Street Theatre |
| 1929–30 | Street Scene              | Emma Jones       | Playhouse Theatre |
| 1930    | Milestones                | Gertrude Rhead   | Empire Theatre |
| 1932    | Distant Drums             | Mrs Pike         | Belasco Theatre |
| 1932    | The Late Christopher Bean | Mrs Haggett      | Henry Miller's Theatre |
| 1934    | Mother Lode               | Mrs Kate Hawkins | Cort Theatre |
| 1950    | Hilda Crane               | Mrs Crane        | Coronet Theatre |
| 1953    | On Borrowed Time          | Nellie           | 48th Street Theatre |
| Forrás: |                           |                  | |

## Díjak és jelölések
| Év   | Cím                | Esemény                 | Díj                                                            | Eredmény |
| ---- | ------------------ | ----------------------- | -------------------------------------------------------------- | -------- |
| 1937 | The Gorgeous Hussy | 9. Oscar-gála           | Oscar-díj a legjobb női mellékszereplőnek                      | Jelölve  |
| 1939 | Of Human Hearts    | 11. Oscar-gála          | Oscar-díj a legjobb női mellékszereplőnek                      | Jelölve  |
| 1960 |                    |                         | csillag a Hírességek sétányán                                  | Elnyerte |
| 1977 | The Waltons        | 29. Primetime Emmy-gála | Primetime Emmy-díj a legjobb vendégszínésznőnek (drámasorozat) | Elnyerte |